# Gesetz über das Verwaltungsverfahren der Kriegsopferversorgung
Das Gesetz über das Verwaltungsverfahren der Kriegsopferversorgung regelte neben dem SGB I und dem SGB X das Verwaltungsverfahren in der Kriegsopferversorgung sowie – durch ausdrückliche Verweisung in § 152 SGB IX – das Schwerbehindertenrecht.
Das Gesetz wurde zum 1. Januar 2024 aufgehoben und die wenigen noch verbliebenen Vorschriften in das Vierzehnte Buch Sozialgesetzbuch überführt. Schon zuvor war es wegen der Überleitung der meisten Verfahrensvorschriften in das SGB X kaum noch von praktischer Relevanz.
Die aufgrund § 3 Abs. 5 KOVVfG erlassene Auslandszuständigkeitsverordnung regelte die örtliche Zuständigkeit der Versorgungsämter bei Ausführung des Bundesversorgungsgesetzes für Personen, die ihren Wohnsitz oder gewöhnlichen Aufenthalt außerhalb des Geltungsbereichs des Grundgesetzes haben.
§ 15 KOVVfG reduzierte den Beweismaßstab in Verfahren der Kriegsopferentschädigung auf eine Glaubhaftmachung, sofern keine weiteren Beweise vorliegen. Die Vorschrift sollte der Beweisnot entgegenkommen, in der sich Kriegsopfer befanden, weil Unterlagen infolge des Krieges vernichtet wurden oder aufgrund von Vertreibung und Flucht nicht beschafft werden konnten. Die Vorschrift ist nach der Rechtsprechung des Bundessozialgerichts auch in der Gewaltopferversorgung anwendbar, wenn keine unmittelbaren Tatzeugen vorhanden sind oder sämtliche Tatzeugen sich auf ein Zeugnisverweigerungsrecht berufen können (insbesondere bei familiärer Gewalt).